# Hernán Cortés
Hernán Cortés de Monroy y Pizarro, Hầu tước thứ nhất xứ Valle de Oaxaca (phát âm tiếng Tây Ban Nha: [erˈnaŋ korˈtes de monˈroj i piˈθaro]; 1485 – 2 tháng 12 năm 1547) là một conquistador Tây Ban Nha, lãnh đạo đoàn thám hiểm chinh phục đế quốc Aztec cho quốc vương Castilla những năm đầu thế kỷ 16. Cortés là một trong những người mở đường cho công cuộc thuộc địa hóa châu Mỹ của Tây Ban Nha.
Sinh ra tại Medellín, Extremadura, xứ Castilla trong một gia đình tiểu quý tộc, Cortés tìm kiếm tiền tài và danh vọng ở Tân Thế giới. Ông tới Hispaniola và sau đó sang Cuba, nơi ông được ban encomienda (thái ấp), và sau một thời gian ngắn, Cortés được lên chức thị trưởng. Năm 1519, ông được bổ nhiệm làm chỉ huy đội viễn chinh thứ ba khai phá nội địa châu Mỹ, một đội thám hiểm mà ông góp phần tài trợ. Vì bất đồng với thống chế Cuba Diego Velázquez de Cuéllar, đội thám hiểm bị đình hoãn vào phút chót. Dù vậy, Cortés kháng lệnh và tiếp tục cuộc hành trình. Bằng những nước cờ ngoại giao khôn khéo, Cortés đã có thể gây dựng lực lượng bản địa hùng hậu để lật đổ liệt cường trong khu vực và chiếm đất cho Tây Ban Nha. Ông được ban tặng một nữ nô lệ tên là Marina thành thạo tiếng Maya lẫn tiếng Nahualt bởi một cacique (thủ lĩnh) bản địa. Doña Marina trở thành vợ của Cortes và bà hạ sinh một người con trai.

## Thiếu thời
Cortés sinh năm 1485 tại thị trấn Medellín, nay là Extremadura, Tây Ban Nha. Cha ông là Martín Cortés de Monroy sinh năm 1449 tại Rodrigo hoặc Ruy Fernández de Monroy và mẹ ông là María Cortés.
Hernán Cortés được miêu tả là một đứa trẻ xanh xao theo tiểu sử giáo sĩ của ông, và ban ông Francisco López de Gómara. Ở tuổi 14, Cortés được đưa đi học tiếng Latin ở Salamanca.
Sau 2 năm, Cortés, nghỉ học và trở về quê nhà ở Medellín, với sự động viên của cha mẹ ông để làm một nghề hợp pháp có thu thập. Tuy nhiên, với thời gian 2 năm ở Salamanca, cùng với thời gian dài được đào tạo và trải qua vai trò là công chứng viên, đầu tiên ở Seville và sau đó ở Hispaniola, đã cho ông có dịp tiếp cận với các mã pháp lý của Castile, điều này đã giúp ông biện minh cho cuộc chinh phục Mexico không phép.

## Chinh phục Mexico

Lộ trình của Cortés trong nội địa Châu Mỹ

Năm 1518 Velázquez ra lệnh ông thực hiện chuyến hành trình khám phá và tìm hiểu bên trong Mexico để thuộc địa hóa vùng đất này. Vào phút chót, do thù hằn cũ giữa Velázquez và Cortés, Velázquez đổi ý và rút lệnh. Cortés phớt lờ sắc lệnh và vẫn triển khai, vào tháng 2 năm 1519. Với khoảng 11 tàu, 500 lính, 13 con ngựa và vài cỗ pháo, ông đổ bộ lên bán đảo Yucata thuộc lãnh thổ Maya. Ở đó, ông gặp một linh mục người Tây Ban Nha Geronimo de Aguilar trước đó bị đắm tàu và bị người Maya bản địa giam cầm một thời gian trước khi đào tẩu được. Aguilar đã học tiếng Chontal Maya trong thời gian bị giam giữ, và vì thế có thể phiên dịch cho Cortés. Vào tháng 3 năm 1519, Cortés chính thức tuyên bố chủ quyền vùng đất thuộc vua Tây Ban Nha. Ông dừng ở Trinidad để lấy thêm lính và ngựa. Sau đó ông đến Tabasco, ở đây ông gặp sự kháng cự của người bản địa nhưng chiến thắng. Ông được ban tặng 20 nữ nô lệ trẻ và họ được cải đạo sang Thiên Chúa giáo. Trong số những người phụ nữ này có La Malinche, sau này là vợ của Cortes. Malinche biết nói hai thứ tiếng Nahuatl và Chontal Maya, do đó bà đã giúp Cortés thương thảo với người Aztec với Aguilar. Thông qua La Malinche, Cortés đã biết được từ người Tabasco về sự thịnh vượng của đế quốc Aztec.

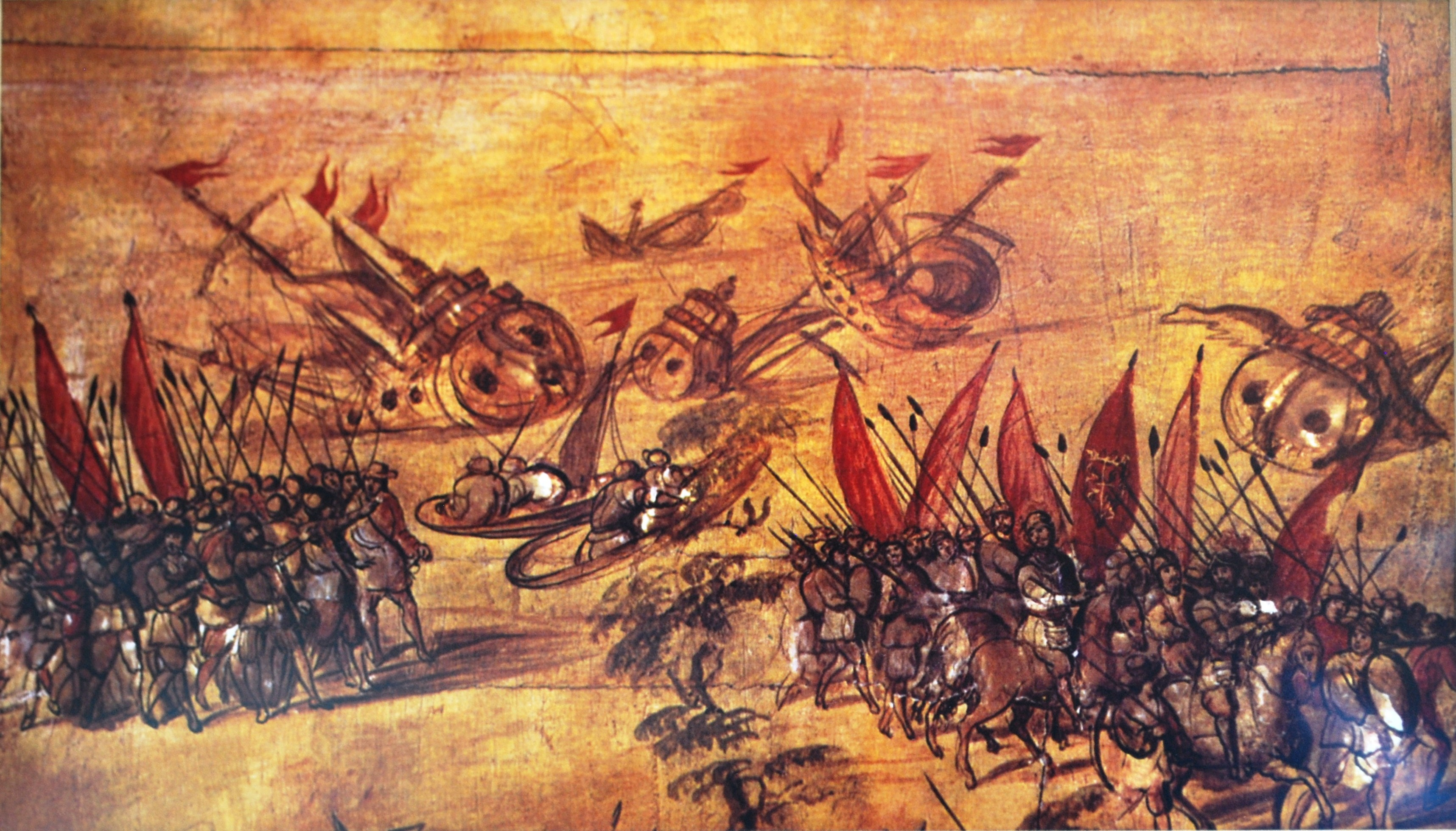
Cortés đánh đắm hạm đội ngoài khơi bờ biển Veracruz

Tháng 7 năm 1519, đội quân của ông chiếm Veracruz: Cortés chiếm quyền của thống đốc Cuba để điều hành dưới sự chỉ đạo trực tiếp của King Charles.